# Lobelia collina
Lobelia collina es una especie de planta de flores perteneciente a la familia  Campanulaceae. Es endémica de Ecuador. Su hábitat natural sin los herbazales tropicales y subtropicales de montaña a grandes alturas. Está tratada en peligro de extinción por pérdida de hábitat. 

## Taxonomía
Lobelia collina fue descrita por Carl Sigismund Kunth y publicado en Nova Genera et Species Plantarum (quarto ed.) 3: 312. 1818[1819].
Etimología
Lobelia: nombre genérico que fue nombrado en honor del botánico belga Matthias de L´Obel (1538-1616).
collina: epíteto latino que significa "en las colinas".
Sinonimia
- Dortmannia collina (Kunth) Kuntze
- Lobelia linifolia Willd. ex Schult.
- Lobelia phyteumoides Willd. ex Schult.
- Rapuntium collinum (Kunth) C.Presl[5][6]